# Eddy Ottoz
Eddy Jean Paul Ottoz (ur. 3 czerwca 1944 w Mandelieu-la-Napoule we Francji) – włoski lekkoatleta płotkarz, medalista olimpijski z Meksyku z 1968 i dwukrotny mistrz Europy.
Na igrzyskach olimpijskich w 1964 w Tokio zajął 4. miejsce w finale biegu na 110 metrów przez płotki z czasem 13,8 s. Zwyciężył na tym dystansie podczas uniwersjady w 1965 w Budapeszcie. Na pierwszych lekkoatletycznych igrzyskach halowych w 1966 w Dortmundzie zdobył złoty medal w biegu na 60 metrów przez płotki. W tym samym roku zwyciężył na 110 metrów przez płotki na mistrzostwach Europy w Budapeszcie. Ponownie zwyciężył na  lekkoatletycznych igrzyskach halowych w 1967 w Pradze, tym razem w biegu na 50 metrów przez płotki. Powtórnie zwyciężył na 110 przez płotki na uniwersjadzie w 1967 w Tokio. Po raz trzeci zdobył złoty medal na  lekkoatletycznych igrzyskach halowych w 1968 w Madrycie (na 50 m przez płotki).
Na igrzyskach olimpijskich w 1968 w Meksyku zdobył brązowy medal na 110 m przez płotki. Obronił tytuł w tej konkurencji na mistrzostwach Europy w 1969 w Atenach.
Ottoz był mistrzem Włoch na 110 m przez płotki w latach 1965-1969. Wielokrotnie poprawiał rekord Włoch na tym dystansie od 13,8 s do 13,46 s.
Jego syn, Laurent, był również płotkarzem, mistrzem i reprezentantem Włoch. Odebrał swemu ojcu rekord Włoch na 110 m przez płotki w 1994 (13,42 s).